# Stelenwald von Xi’an

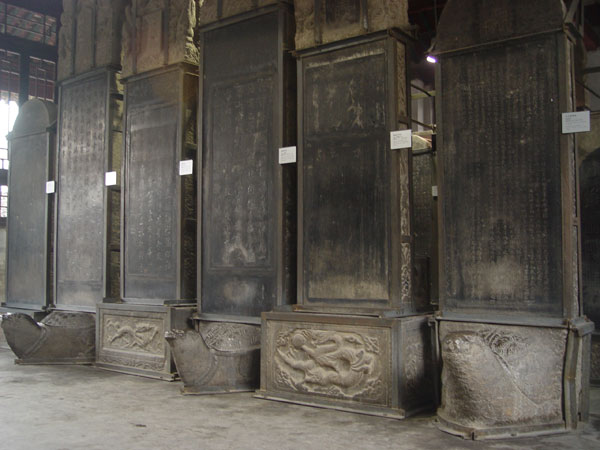
Ausgestellte Stelen im Stelenwald von Xi’an

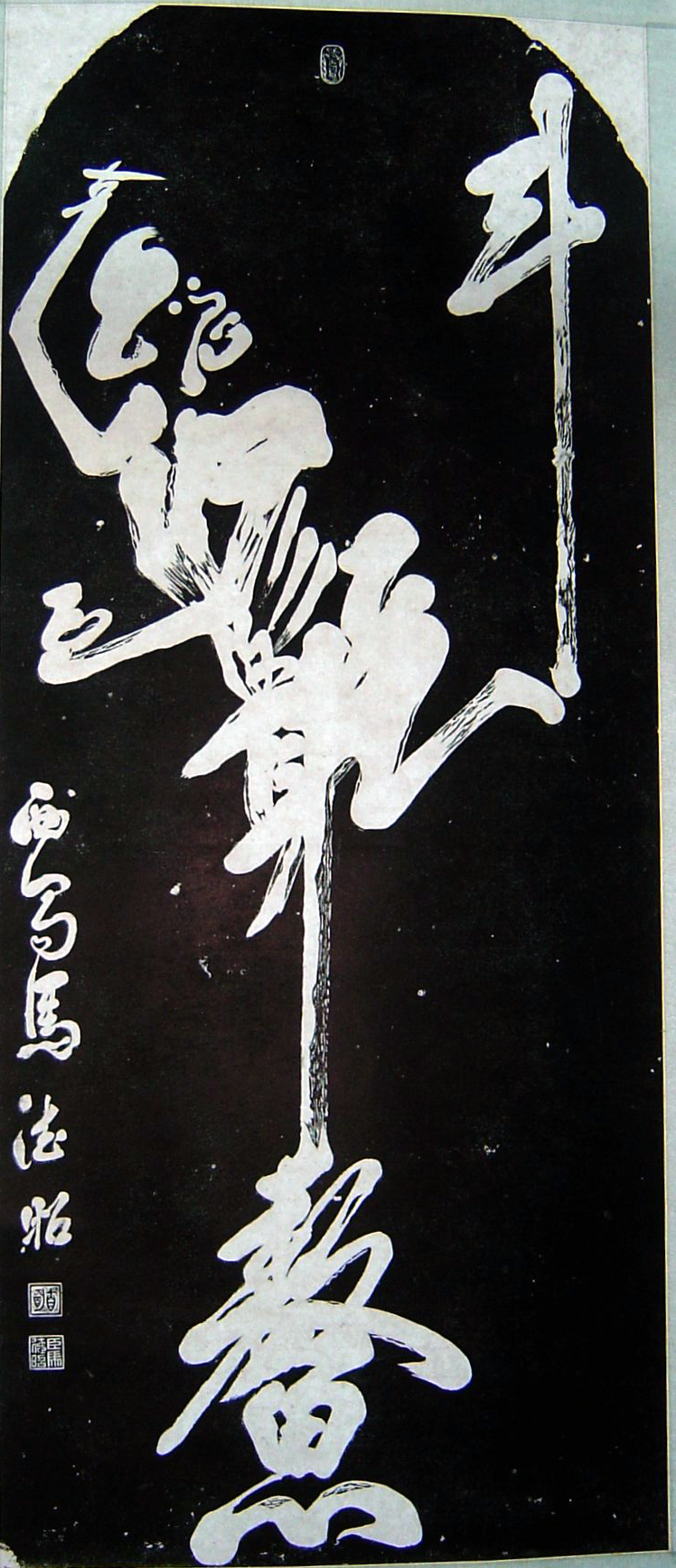
Steinabreibung: Kuixing, der Gott der Examen (ein Begleiter von Wenchang, dem Gott der Literatur)

Der Stelenwald von Xi’an (chinesisch 西安碑林, Pinyin Xī’ān Bēilín, englisch Xi’an Stele Forest Museum), kurz: Stelenwald bzw. Xi’an-Beilin-Museum, ist ein Museum für Stelen und Steinskulpturen in der Stadt Xi’an, China.
Die Bezeichnung „Stelenwald“ rührt daher, dass hier die Stelen in einer großen Menge wie Bäume im Wald standen.

## Geschichte
Der Stelenwald begann mit den Kaicheng Shijing Stelen (Kaicheng shijing bei 开成石经碑 „In Stein gravierte klassische Werke aus der Regierungsperiode Kaicheng“) und Shitai Xiaojing Stelen (石台孝经碑), zwei Gruppen von Stelen, die beide in der Zeit der Tang-Dynastie in Stein graviert wurden und im Tempel des Konfuzius in Chang’an ausgestellt waren. 904 wurde Chang’an in einer Rebellion zerstört und die beiden Stelen wurden in die innere Stadt evakuiert. 962 wurden sie wieder in den neu aufgebauten Konfuzius-Tempel gebracht. In der Song-Dynastie (1087) wurde eine besondere Halle gebaut, um die beiden Stelengruppen auszustellen. Sie wurde während der Ming-Dynastie bei dem Erdbeben in Shaanxi 1556 beschädigt.
Der Stelenwald von Xi’an (Xi’an beilin) steht seit 1961 auf der Liste der Denkmäler der Volksrepublik China (1-125).

## Stelen
Im Museum sind heute insgesamt über 3000 Stelen (von der Han-Zeit bis zum Anfang dieses Jahrhunderts) aufbewahrt. Es ist das größte Museum für Stelen in China. Davon sind über 1000 Steine in sieben Hallen, sechs Galerien und einem Pavillon ausgestellt. Die meisten Stelen aus der Sammlung stammen aus der Zeit der Tang-Dynastie. Steinabreibungen von den Stelen sind käuflich zu erwerben. Das Museum ist sowohl eine Schatzkammer der chinesischen Kalligraphie, als auch für viele wichtige klassische Werke und Dokumente.
Die älteste Stele, die Cao-Quan-Stele (曹全碑), stammt aus der Han-Dynastie. Ebenfalls bedeutsam ist die Sima-Fang-Stele (司马芳碑) aus der Jin-Dynastie. In der ersten Halle werden Stelen mit zwölf konfuzianischen Klassikern präsentiert, die sich auf 114 Steintafeln verteilen. Sie waren ein Auftragswerk von Kaiser Tang Wenzong aus dem Jahr 837. Sie sollten als Standardtexte dienen, damit in künftigen Abschriften Fehler vermieden werden.  Bekannt sind sie als Kaicheng-Shijing-Stele (开成石经碑), auf ihnen finden sich über 650.000 Zeichen.
In der zweiten Halle befindet sich die Nestorianische Stele (大秦景教流行中国碑, Tang-Dynastie), die im Jahr 781 geschaffen wurde und mit einem Kreuz bekrönt ist. Sie gedenkt der Ankunft der nestorianischen Christen in Xi’an im Jahr 635. In der dritten Halle befindet sich eine Karte von Chang’an, die das Ausmaß der Stadt auf ihrem damaligen Höhepunkt des Ruhms zeigt. In der vierten Halle finden sich Werke der Lyrik auf Stelen, darunter kalligrafische Versionen der Gedichte von Su Dongpo (1037–1101), aber auch Radierungen des Begründers des Zen-Buddhismus Bodhidharma. In der fünften Halle werden Materialien zur Geschichte gezeigt, in den anderen Halle religiöse und historische Artefakte.

## Reliefe
Das Sechs-Rösser-von-Zhao-Mausoleum (chinesisch: 昭陵六駿; pinyin: Zhāolíng Liùjùn) besaß an der Außenseite sechs steinerne Wandreliefe der Tang-Dynastie (618–907), die Pferde darstellen. Das Mausoleum wurde für Kaiser Tang Taizong (599–649) errichtet, so dass die 200 mal 170 Zentimeter großen Kunstwerke in dessen Regierungszeit (ab dem Jahr 626) datiert werden können, zumal sie in direktem Zusammenhang mit ihm stehen. Die dargestellten Rösser waren Kriegspferde des Herrschers und tragen alle eigene Namen, welche aber nicht chinesisch sind, sondern Transliterationen aus anderen Sprachen. Man vermutet, dass es sich bei ihnen um Geschenke benachbarter Stämme und Völker handelt. Da Tang Taizong sie während einzelner Kriegszüge ritt, symbolisieren sie zugleich seine Politik der Wiedervereinigung Chinas. Die Namen lauten Shifachi (什伐赤), Baitiwu (白蹄乌), Telebiao (特勒骠), Qingzhui (青骓), Quanmaogua (拳毛騧) und Saluzi (飒露紫). Im Jahr 1914 versuchten Schmuggler die historischen Zeitzeugen außer Landes zu schaffen, was ihnen auch bei den beiden letztgenannten Platten gelang, die heute im Penn Museum der University of Pennsylvania in den USA ausgestellt werden. Die verbleibenden vier befinden sich zusammen mit Kopien der gestohlenen Exemplare im Stelenwald. Radierungen der Reliefe werden in St. Louis (Missouri, USA) ausgestellt.